# Nehemiah Home

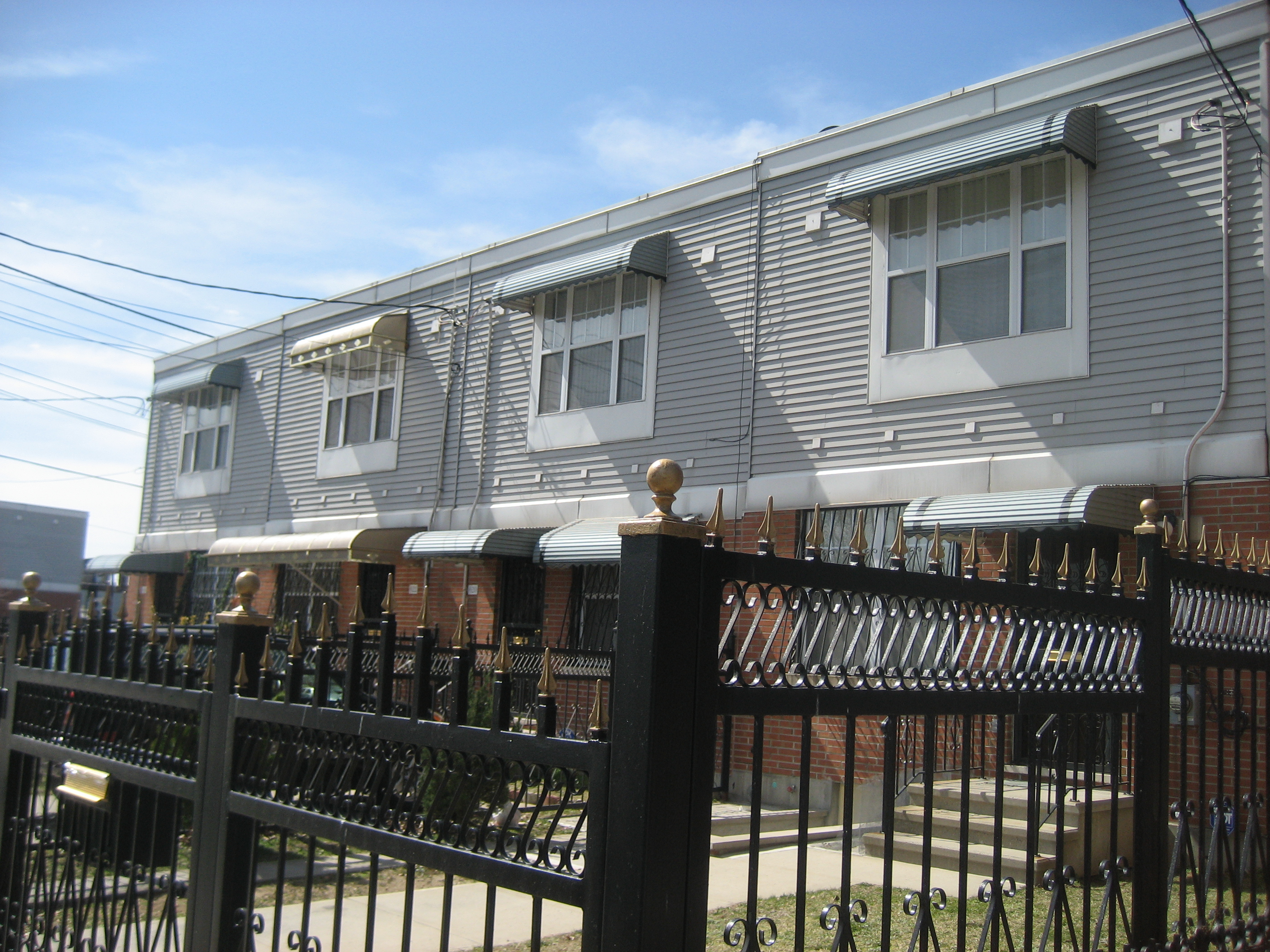
Nehemiah Homes der ersten Generation in East New York, Brooklyn

Nehemiah Homes (Deutsch: „Nehemiah-Häuser“) sind eine Form des sozialen Wohnungsbaus vor allem in New York City, aber auch anderen Städten der USA, um günstiges Wohneigentum auch für Geringverdiener zu schaffen. Das Programm ist nach dem Propheten Nehemia aus dem Alten Testament benannt, der der Überlieferung nach Jerusalem nach dem Ende des Babylonischen Exil in nur 52 Tagen wieder aufbaute.

## Geschichte
Die Nehemiah Homes gehen auf eine Idee des Bauunternehmers Irving D. Robbins zurück. Er vertrat in den Siebziger-Jahren in einem Artikel in der Daily News die Ansicht, dass die Schaffung günstigen Wohneigentums ein geeignetes Gegenmittel für den Verfall der amerikanischen Innenstädte, die Flucht besonders der weißen Bevölkerung in die Vororte und die steigende Kriminalität sei. In seinem Artikel fanden sich auch Entwürfe für ein kostengünstiges Muster-Einfamilien-Reihenhaus, das selbst für niedrige Einkommensschichten erschwinglich war. Tausende Leserbriefe unterstützten seinen Vorschlag, und die von Bürgerrechtsaktivist und Planer Saul Alinsky gegründete Chicagoer Industrial Areas Foundation (IAF) forderte Robbins öffentlich auf, seinen Plan umzusetzen.
Robbins traf sich mit Vertretern der East Brooklyn Congregations, einem Zusammenschluss von katholischen, lutherischen und baptistischen Gemeinden sowie einigen Synagogen in Brooklyn, die bereits früher mit IAF zusammengearbeitet hatten, und gemeinsam riefen sie das Nehemiah Program ins Leben.
Am 31. Oktober 1982 erfolgte die Grundsteinlegung für die ersten Nehemiah-Häuser in Brownsville, einem Ortsteil von Brooklyn. Bis Anfang 2009 wurden im Osten Brooklyns etwa 2900 Nehemiah Homes errichtet, mit weiteren 840 in Planung. Die neueste Generation von Nehemiah-Häusern kostet zwischen 158.000 Dollar für ein Ein- und 350.000 Dollar für ein Dreifamilienhaus.

## Konzept

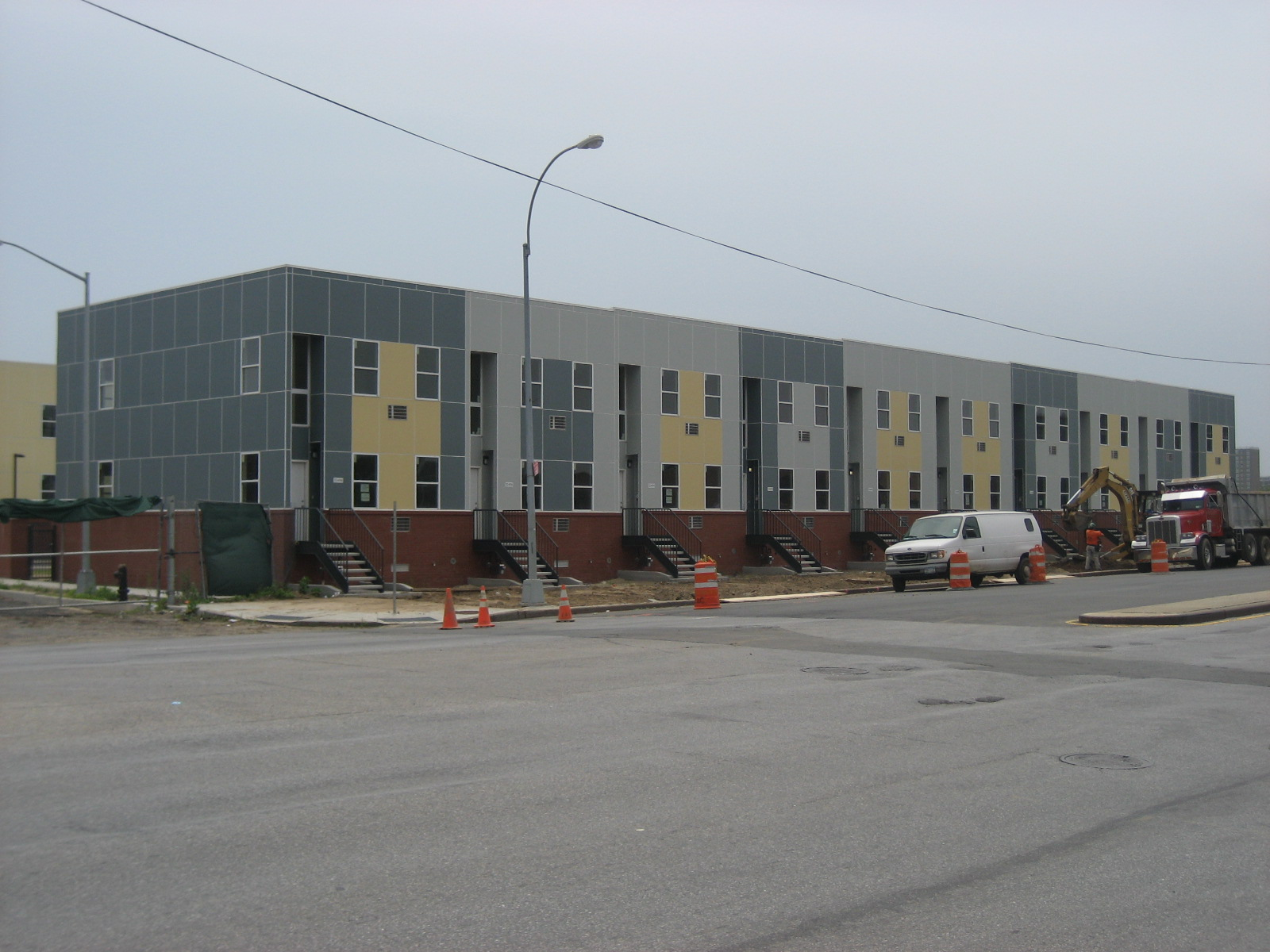
Nehemiah Homes der neuesten Generation kurz vor der Fertigstellung in East New York, Brooklyn

Der niedrige Preis der Nehemiah-Häuser liegt zum einen an staatlicher Unterstützung – die Stadt New York stellt in der Regel den Baugrund unentgeltlich zur Verfügung und subventioniert zusätzlich den Kaufpreis. Zum anderen werden die Häuser in Massenproduktion hergestellt. In der Regel werden ganze Blocks mit Nehemiah-Häusern bebaut, die ein gemeinsames Fundament haben und Infrastruktur wie beispielsweise die Abwasseranschlüsse teilen. Die Gebäude werden nach einem Baukastenprinzip gebaut, was auch die Dimension von 18×32 Fuß (5,4 m × 9,8 m) erklärt – Bauteile dieser Größe können noch problemlos mit LKWs transportiert werden. Die durchschnittliche Bauzeit beträgt 12 Tage. Standardisierte Planungs- und Vergabeverfahren durch Nehemiah, eine Non-Profit-Organisation, konnten die Kosten weiter senken.

## Neueste Entwicklungen
Die nächste Generation von Nehemiah Homes, die im Süden des Brooklyner Stadtteils East New York errichtet werden, unterscheiden sich von den ursprünglichen Gebäuden dadurch, dass sie mit einer Grundfläche von 20 × 40 Fuß (6,1 m × 12,2 m) etwas größer sind. Der größere Grundriss wurde dadurch ermöglicht, dass die Teile jetzt in einer Fabrik auf dem Brooklyn Navy Yard produziert werden und deshalb nicht mehr über Highways transportiert werden müssen, was Überbreiten beim Transport der Fertigteile erlaubt. Die neuen Häuser werden außerdem nicht nur als Einfamilien-, sondern auch als Zwei- und Dreifamilienhäuser (bei gleicher Grundfläche) angeboten, und anstelle der einheitlichen Ziegelfassade gibt es 10 verschiedene Fassadenmuster. Die ersten dieser neuen Nehemiah-Häuser sind im Dezember 2008 bezogen worden.

## Andere Nehemiah Projekte
Inspiriert vom Erfolg der Nehemiah Homes in East New York und Brownsville wurden, unter Schirmherrschaft von IAF, weitere Nehemiah Projekte initiiert:
- 1000 Nehemiah Homes wurden bisher in der südlichen Bronx von den South Bronx Churches errichtet;
- Baltimoreans United In Leadership Development haben etwa 900 Häuser in Baltimore errichtet;
- 135 Häuser wurden von der Philadelphia Interfaith Action in Philadelphia gebaut;
- und gegenwärtig sind 147 Häuser in Washington, D.C. unter Federführung des Washington Interfaith Network im Bau.

Die in Sacramento beheimatete Nehemiah Corporation of North America steht dagegen nicht in Verbindung mit den oben genannten Projekten.

## Bewertung
Die Nehemiah Homes werden oft in Zusammenhang mit der Wiedererstarkung ehemals verwahrloster Bezirke in Ost-Brooklyn und der Süd-Bronx gebracht. Allerdings wird das Land für neue Nehemiah-Projekte zunehmend knapp, und Kritiker bemängeln das wenig ansprechende Design vor allem der ersten Nehemiah-Häuser. Besonders vor dem Hintergrund der steigenden Einwohnerzahl von New York und dem Landmangel in der Stadt wird die Bebauung mit Einfamilienhäusern außerdem als eine Verschwendung von Bauland gesehen.
Im Zusammenhang mit der Immobilienkrise 2008/09 haben sich die Nehemiah Homes als wirtschaftlich erfolgreiches Modell erwiesen. Da Bewerber für die Häuser nicht nur eine obere Einkommensgrenze einhalten, sondern auch ein Mindesteinkommen nachweisen müssen, ist die Zahl der Zwangsvollstreckungen relativ gering. Nehemiah legte außerdem strenge Kriterien für die Solvenz der Käufer an, und es wurden keine Subprime-Hypotheken vergeben.